# Dan Pița
Dan Pița (dan ˈpit͡sa Dorohoi, província de Botoșani, Romania, 11 d'octubre de 1938) és un guionista i director de cinema romanès.

## Carrera
Pița hs dirigit diverses pel·lícules guardonades des de 1970, inclòs el llargmetratge Pas în doi, el qual va guanyar una Menció Honorífica al 36è Festival Internacional de Cinema de Berlín. El 1987 va ser membre del jurat al 37è Festival Internacional de Cinema de Berlín. El 1992, Pița també va guanyar el Lleó de Plata (Leone d'Argento) a la 49a Mostra Internacional de Cinema de Venècia per Hotel de Lux.
El 2004 va muntar l'escenografia al Teatre Nacional de Bucarest d' Apus de soare de Barbu Ștefănescu Delavrancea.
Va estar casat amb l'actriu Carmen Galin i va mantenir una llarga relació amb l'actriu Irina Movilă.

## Filmografia

### Director
- Paradisul (1967)
- După-amiază obișnuită (1968)
- Viața în roz (1969)
- Apa ca un bivol negru (1970)
- Nunta de piatră 2 - La o nuntă (1972)
- August în flăcări (1973) - film TV
- Duhul aurului (1974)
- Filip cel Bun (1975)
- Tănase Scatiu (1976)
- Mai presus de orice (1978)
- Profetul, aurul și ardelenii (1978)
- Bietul Ioanide (1979)
- Pruncul, petrolul și ardelenii (1981)
- Concurs (1982)
- Dreptate în lanțuri (1983)
- Faleze de nisip (1983)
- Pas în doi (1985)
- Rochia albă de dantelă (1988)
- Autor anonim, model necunoscut (1989)
- Noiembrie, ultimul bal (1989)
- Hotel de lux (1992)
- Pepe & Fifi (1994)
- Eu sunt Adam (1996)
- Omul zilei (1997)
- Femeia visurilor (2005)
- Second hand (2005)
- Ceva bun de la viață (2011)
- Kira Kiralina (2013)

### Guionista
- Nunta de piatră 2 - La o nuntă (1972)
- Duhul aurului (1974)
- Concurs (1982)
- Pas în doi (1985)
- Noiembrie, ultimul bal (1989)
- Hotel de lux (1992)

## Condecoracions
- Orde del Mèrit de Romania en el rang de comandant (1 de desembre de 2000) "per èxits artístics destacats i per la promoció de la cultura, el Dia Nacional de Romania.[6]